# Gręzówka-Kolonia
Gręzówka-Kolonia is een plaats in het Poolse district  Łukowski, woiwodschap Lublin. De plaats maakt deel uit van de gemeente Łuków en telt 373 inwoners.